# Aleksandr Anjukov
Aleksandr Gennadjevitj Anjukov (på russisk Александр Геннадьевич Анюков) (født 28. september 1982 i Samara, Sovjetunionen) er en russisk fodboldspiller, der spiller som højre back hos den russiske ligaklub Zenit Skt. Petersborg. Han har spillet for klubben siden 2005, hvor han kom til fra Krylja Sovetov Samara i sin fødeby.

## Landshold
Anjukov står (pr. 26. maj 2012) noteret for 64 kampe og én scoring for det russiske landshold, som han debuterede for i 2004. Han repræsenterede sit land ved både EM i 2004 og EM i 2008.